# Mary Kay Place
Mary Kay Place (n. 23 septembrie 1947, Tulsa, Oklahoma, SUA) este o actriță, regizoare și cântăreață americană.

## Filmografie

### Film
| An   | Titlu                                               | Rol                 | Note |
| ---- | --------------------------------------------------- | ------------------- | --- |
| 1976 | Bound for Glory                                     | Sue Ann             | |
| 1977 | New York, New York                                  | Bernice Bennett     | |
| 1979 | More American Graffiti                              | Teensa              | |
| 1979 | Starting Over                                       | Marie               | |
| 1980 | Private Benjamin                                    | Pvt. Mary Lou Glass | |
| 1981 | Modern Problems                                     | Lorraine            | |
| 1982 | Waltz Across Texas                                  | Kit Peabody         | |
| 1983 | The Big Chill                                       | Meg Jones           | |
| 1983 | Terms of Endearment (Cuvinte de alint)              | Doris (voce)        | |
| 1985 | Smooth Talk                                         | Katherine           | |
| 1988 | A New Life                                          | Donna               | |
| 1988 | Portrait of a White Marriage                        | Joyce Harrison      | |
| 1990 | Bright Angel                                        | Judy                | |
| 1991 | Samantha                                            | Marilyn             | |
| 1992 | Captain Ron                                         | Katherine Harvey    | |
| 1994 | Teresa's Tattoo                                     | Nora                | |
| 1996 | Citizen Ruth                                        | Gail Stoney         | |
| 1996 | Manny & Lo                                          | Elaine              | |
| 1997 | Eye of God                                          | Claire Spencer      | |
| 1997 | The Rainmaker (Omul care aduce ploaia)              | Dot Black           | |
| 1998 | Naturally Native                                    | Madame Celeste      | |
| 1998 | How to Make the Cruelest Month                      | Mary Bryant         | |
| 1998 | Pecker                                              | Joyce               | |
| 1999 | Judgment Day: The Ellie Nesler Story                | Jan Martinez        | |
| 1999 | Being John Malkovich (În pielea lui John Malkovich) | Floris              | |
| 1999 | Girl, Interrupted                                   | Barbara Gilcrest    | |
| 2001 | My First Mister                                     | Patty               | |
| 2001 | Nailed                                              | Fern Romano         | |
| 2001 | The Safety of Objects                               | Helen Christianson  | |
| 2002 | Sweet Home Alabama (Casă, dulce casă)               | Pearl Smooter       | |
| 2003 | Latter Days                                         | Sister Gladys Davis | |
| 2004 | Evergreen                                           | Susan               | |
| 2004 | Killer Diller                                       | Dr. Gwen Bradley    | |
| 2004 | Silver City                                         | Grace Seymour       | |
| 2005 | Lonesome Jim                                        | Sally               | |
| 2005 | Nine Lives                                          | Dr. Alma Wyatt      | |
| 2007 | War Eagle, Arkansas                                 | Jessie              | |
| 2007 | Mama's Boy                                          | Barbara             | |
| 2008 | City of Ember                                       | Mrs. Murdo          | |
| 2009 | It's Complicated                                    | Joanne              | |
| 2010 | Leonie                                              | Albiana Gilmour     | |
| 2012 | Smashed                                             | Rochelle            | |
| 2013 | Bad Milo!                                           | Beatrice            | |
| 2013 | You're in Charge                                    | Penny Guidry        | |
| 2014 | Miss Meadows                                        | Mrs. Davenport      | |
| 2014 | Last Weekend                                        | Jeannie             | |
| 2015 | I'll See You in My Dreams                           | Rona                | |
| 2015 | The Breakup Girl                                    | Joan Baker          | |
| 2016 | The Hollars                                         | Pam                 | |
| 2016 | Youth in Oregon                                     | Estelle Engersol    | |
| 2017 | Downsizing                                          | Land's End Customer | |
| 2018 | State Like Sleep                                    | Elaine              | |
| 2018 | Diane                                               | Diane               | Los Angeles Film Critics Association Award for Best Actress National Society of Film Critics Award for Best Actress Nominalizare –Boston Society of Film Critics Award for Best Actress Nominalizare – Gotham Independent Film Award for Best Actress Nominalizare – Independent Spirit Award for Best Female Lead |
| 2020 | Music                                               | Millie              | Post-producție |
| TBA  | The Prom                                            |                     | Post-producție |

### Televiziune
| An        | Titlu                                             | Rol                                | Note                                            |
| --------- | ------------------------------------------------- | ---------------------------------- | ----------------------------------------------- |
| 1973      | All in the Family                                 | Betty Sue                          | "Archie Goes Too Far"                           |
| 1974      | M*A*S*H                                           | Lt. Louise Simmons                 | "Springtime"                                    |
| 1975      | The Mary Tyler Moore Show                         | Sally Jo Hotchkiss                 | "Murray in Love"                                |
| 1976      | The Cheerleaders                                  | Margie                             | film TV                                         |
| 1976–1977 | Mary Hartman, Mary Hartman                        | Loretta Haggers                    | rol principal                                   |
| 1977      | Forever Fernwood                                  | Loretta Haggers                    | serial TV                                       |
| 1980      | Act of Love                                       | Becky Wiggins                      | film TV                                         |
| 1984      | ABC Afterschool Special                           | Ellie Skinner                      | "Mom's on Strike"                               |
| 1984      | For Love or Money                                 | K.K                                | film TV                                         |
| 1985      | The History of White People in America            | Joyce Harrison                     | film TV                                         |
| 1986      | Walt Disney's Wonderful World of Color            | Prissy Thrash                      | "The Girl Who Spelled Freedom"                  |
| 1986      | The History of White People in America: Volume II | Joyce Harrison                     | film TV                                         |
| 1988      | Portrait of a White Marriage                      | Joyce Harrison                     |                                                 |
| 1989      | Out on the Edge                                   | Sondra Evetts                      | film TV                                         |
| 1990      | Thirtysomething                                   | Patsy Klein                        | "Happy New Year"                                |
| 1990      | Traitor in My House                               | Elizabeth Van Lew                  | film TV                                         |
| 1991      | Crazy from the Heart                              | Merrilee Playton                   | film TV                                         |
| 1992      | Bed of Lies                                       | Jean Daniel Murph                  | film TV                                         |
| 1992      | Just My Imagination                               | Shilda Hawk                        | film TV                                         |
| 1993      | Telling Secrets                                   | Shelley Jefferson Carp             | film TV                                         |
| 1993      | Tales of the City                                 | Prue Giroux                        | miniserie TV                                    |
| 1994      | In the Line of Duty: The Price of Vengeance       | Norma Williams                     | film TV                                         |
| 1994–1995 | My So-Called Life                                 | Camille Cherski                    | rol secundar                                    |
| 1995      | Chicago Hope                                      | Joanna Kenneally                   | "Freeze Outs"                                   |
| 1996      | My Very Best Friend                               | Molly Butler                       | film TV                                         |
| 1996      | For My Daughter's Honor                           | Betty Ann Dustin                   | film TV                                         |
| 1997      | Love in Another Town                              | Sam                                | film TV                                         |
| 1998      | Point Last Seen                                   | Coreen Davis                       | film TV                                         |
| 1998–2009 | King of the Hill                                  | Various (voce)                     | 3 episoade                                      |
| 2000      | The Wild Thornberrys                              | Nancy Tucker (voice)               | "Birthday Quake"                                |
| 2001      | Further Tales of the City                         | Prue Giroux                        | miniserie TV                                    |
| 2001      | A Woman's a Helluva Thing                         | Cecilia Piloski                    | film TV                                         |
| 2001      | Citizen Baines                                    | Francesca Dunlop                   | "The Appraisal"                                 |
| 2001–2004 | The West Wing (Viața la Casa Albă)                | Surgeon General Millicent Griffith | "Ellie", "In the Room", "Impact Winter"         |
| 2002      | Law & Order: Special Victims Unit                 | Hope Garrett                       | "Vulnerable"                                    |
| 2004      | The Handler                                       | Naomi Prince                       | "Acts of Congress"                              |
| 2005      | Jack & Bobby                                      | Rev. Rindhart                      | "A Child of God"                                |
| 2006      | Numb3rs                                           | Hester Stirling                    | "Protest"                                       |
| 2006–2018 | Grey's Anatomy (Anatomia lui Grey)                | Olive Warner                       | 3 episoade                                      |
| 2006–2011 | Big Love                                          | Adaleen Grant                      | rol principal                                   |
| 2007      | The Minor Accomplishments of Jackie Woodman       | Jeanette                           | "We're Number Two!", "The Carolina Moonshiners" |
| 2008      | 12 Miles of Bad Road                              | C.Z. Shakespeare                   | rol principal                                   |
| 2008      | Saving Grace                                      | Dorothy Edwina Talbert             | "It's Better When I Can See You"                |
| 2008      | Pushing Daisies                                   | Annabelle Vandersloop              | "The Legend of Merle McQuoddy"                  |
| 2010      | Bored to Death                                    | Kathryn Joiner                     | Rol secundar                                    |
| 2012      | The Life & Times of Tim                           | Dorothy (voce)                     | "Action Packed Heist/Fall Foliage"              |
| 2013      | Suburgatory                                       | Gam Gam                            | "Blowtox and Burlap"                            |
| 2013      | The New Normal                                    | Colleen                            | "The Big Day", "Finding Name-O"                 |
| 2013      | A Country Christmas Story                         | Sarah                              | film TV                                         |
| 2013      | Holidaze                                          | Elaine Gerard                      | film TV                                         |
| 2014      | Rake                                              | Judge Cunningham                   | "Jury Tamperer"                                 |
| 2014–2015 | Getting On                                        | Dr. Ann Killigrew                  | Rol secundar                                    |
| 2015      | Looking                                           | Sarah                              | "Looking for a Plot"                            |
| 2015      | Ellen More or Less                                | Virginia                           | film TV                                         |
| 2015–2016 | Grace and Frankie                                 | Amanda                             | "The End", "The Credit Cards", "The Chicken"    |
| 2016–2017 | Lady Dynamite                                     | Marilyn Bamford                    | rol principal                                   |
| 2017      | Black-ish                                         | Doctor Harris                      | "Good Dre Hunting"                              |
| 2017–2018 | Imposters                                         | Marsha Bloom                       | 6 episoade                                      |
| 2018      | The Romanoffs                                     | Marilyn Hopkins                    | Episodul: "Expectation"                         |
| 2020      | AJ and the Queen                                  | Hospital Administrator             | Episodul: "Baton Rouge"                         |
| 2020      | 9-1-1: Lone Star                                  | Theresa Blake                      | Rol secundar                                    |

### Ca regizoare și scenaristă
| An        | Titlu                                       | Note                                                                          |
| --------- | ------------------------------------------- | ----------------------------------------------------------------------------- |
| 1973      | The Shape of Things                         | Scenarist, special TV                                                         |
| 1973–1974 | M*A*S*H                                     | Scenarist, "Hot Lips and Empty Arms", "Springtime", "Mad Dogs and Servicemen" |
| 1974      | Paper Moon                                  | Scenarist, "Gimme That Old Time Relation"                                     |
| 1974      | Friends and Lovers                          | Scenarist, "The Groupie"                                                      |
| 1975      | The Mary Tyler Moore Show                   | Scenarist, "Mary's Delinquent"                                                |
| 1975      | Phyllis                                     | Scenarist, "So Lonely I Could Cry"                                            |
| 1988      | Baby Boom                                   | Regizor, "Stress"                                                             |
| 1994      | Dream On                                    | Regizor, "Where There's Smoke, You're Fired", "Those Who Can't, Edit"         |
| 1995      | Friends (Prietenii tăi)                     | Regizor, "The One with the List"                                              |
| 1996      | Dream On                                    | Regizor, "Tenants, Anyone?"                                                   |
| 1996      | Arliss                                      | Regizor, "The Company You Keep"                                               |
| 2007      | The Minor Accomplishments of Jackie Woodman | Regizor, "Straight up Your Heart", "Good Times and Great Oldies"              |

## Legături externe
- Themarykayplace.webstarts.com
- Mary Kay Place la Internet Movie Database
- Mary Kay Place la Internet Off-Broadway Database

| Predecesor: Buck Henry | Gazdă Saturday Night Live 10 decembrie 1977 | Succesor: Miskel Spillman |